# ميرنا وخليل (مسلسل)
ميرنا وخليل (بالتركية: Menekşe ile Halil)‏ (نقحرة: مينكشه إيله هليل) هو مسلسل رومانسي درامي اجتماعي تركي من بطولة كيفانتش تاتليتوغ وسيديف إيفيتشي وإنتاج شركة Ay Yapım التركية، بث في البداية على قناة "كانال دي" من 2007 إلى 24 مايو 2008 بمجموع 36 حلقة. في 8 مارس 2010، بدأت قناة Euro D بإعادة بث الحلقات كل يوم.
دبلج المسلسل للغة العربية وعرض لأول مرة في العالم العربي على قناة إم بي سي 4. كان المسلسل أول عودة تلفزيونية للممثل التركي كيفانتش تاتليتوغ بعد النجاح الساحق الذي حققه في مسلسل نور والعشق الممنوع، والذي شاهد حلقته الأخيرة أكثر من 85 مليون مشاهد مما قفز بمسيرته إلى مصاف نجوم الصف الأول في العالم العربي. كما أصبح مسلسل ميرنا وخليل جزءًا من الموجة الشعبية الدولية للدراما التركية.

## ملخص المسلسل
ميرنا فتاة تركية تهاجر مع أهلها إلى ألمانيا والعيش هناك لا يغير من طبيعة أهلها وعاداتهم وتقاليدهم الصارمة التي تجبر ميرنا على تقبلها والعيش في ظلها و تتكون عائلتها من الأب حسن والأم سهيلة والجدة والأخوين يوسف وزاهر وأخيراً ميرنا وتبدأ الأحداث حين تعرف خليل على ميرنا وهو شاب من البوسنة ويقعان في حب بعضهما
وتمر أيام من حبهما ويأتي اليوم الذي يتقدم شاب لخطبتها يسمى (مصطفى) وعلى الفور يوافق أبوها مقابل مبلغ كبير من المال. وحيث ترفض ميرنا الزواج منه ومع تهديدات أبيها لها بأنه سيقتلها إن لم تتزوج من ذلك الذي تقدم لها، فتتزوجه بدون أن تخبر خليل مدعية أنها ستسافر لمدة طويلة وفي ليلة الزفاف تحدث المفاجأة عندما يأتي خليل ليسلم الحلويات إلى صالة الزفاف ليرى ميرنا تتزوج من غيره، يفقد خليل أعصابه ويحاول تخريب الزفاف لكن جدة ميرنا توقفه وتطلب منه مغادرة المكان بالفعل يغادر خليل وهو في حالة هيستيرية وتتطور أحداث المسلسل إلى أن يصبح خليل رجل أعمال مشهور فتواجهما مشاكل وينتهي المسلسل بنهاية مؤلمة وهي مقتل خليل على يد مصطفى خطيب ميرنا السابق.

## البث
- الجدول التالي يبين القنوات التي عرض فيها المسلسل.

| اللغة تركية مدبلجة إلى العربية(اللهجة السورية) | القناة الباثة | التاريخ |
| ---------------------------------------------- | ------------- | ------- |
| التركية                                        | كانال دي      | 2007    |
| العربية (باللهجة السورية)(مدبلج)               | إم بي سي 4    | 2009    |

## طاقم العمل والشخصيات
تم تغيير أسماء الشخصيات باللغة التركية إلى أسماء باللغة العربية، وقد تم هذا التغيير لأن الأسماء التركية غريبة وصعبة النطق نوعاً ما عن العربية، وقد تم اعتماد أسماء عربية قريبة النطق من الأسماء التركية

### دبلجة أسماء الشخصيات
| الشخصية العربية | الممثل           | مؤدي الصوت العربي | معلومات عن الشخصية                                       |
| --------------- | ---------------- | ----------------- | -------------------------------------------------------- |
| ميرنا           | سيديف إيفيتشي    | إيفلين حسن        | حبيبة خليل وزوجته.                                       |
| خليل            | كيفانتش تاتليتوغ | حسام سكاف         | حبيب ميرنا وزوجها.                                       |
| زاهر            | جنر جاندارلي     | عاصم حواط         | شقيق ميرنا الذي كان يريد قتلها في البداية                |
| مدحت            | مراد دالتابان    | علي القاسم        | الذي قام بتربية خليل ووالده الحقيقي                      |
| مصطفى           | حسن كوتشوكتشيتين | مجد فضة           | الذي تزوج ميرنا بدون رضاها ويسعى لقتلها وقاتل خليل ومدحت |
| يوسف            | فرات تانش        | علاء الزعبي       | أخو ميرنا الذي دافع عنها                                 |
| الجدة           | يلدز كولتور      | هالة حسني         | جدة ميرنا                                                |
| حسن             | محمد تشيفيك      | موفق الأحمد       | والد ميرنا                                               |
| سهيلة           | نرجس تشوراكتشه   | عزة البحرة        | أم ميرنا                                                 |
| زينب            | إيكين تركمان     | ميسون أبو أسعد    |                                                          |

## وصلات خارجية
- ميرنا وخليل على موقع IMDb (الإنجليزية)
- ميرنا وخليل على موقع كينوبويسك (الروسية)
- ميرنا وخليل على موقع قاعدة بيانات الفيلم (الإنجليزية)
- معلومات عن المسلسل (باللغة التركية)